# Folie Huvé
La Folie Huvé est un bâtiment de style néo-classique situé à Meudon-sur-Seine au 13 route de Vaugirard dans la commune de Meudon (France). 

## Historique

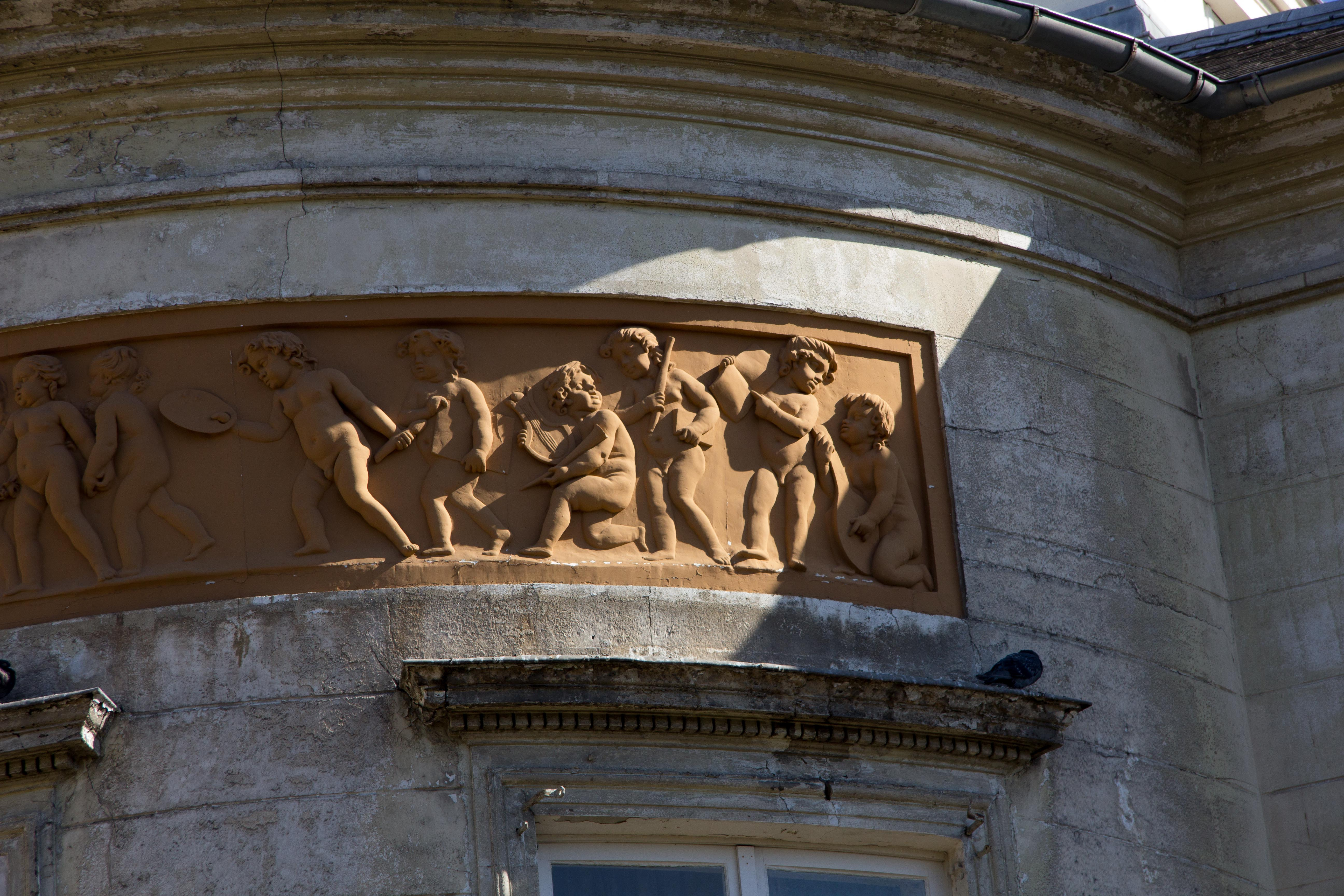
le bas-relief représente le triomphe des Arts.

Le bâtiment a été construit par l'architecte versaillais Jean-Jacques Huvé au XVIIIe siècle, qui l'a habité.
En 1816, la propriété est vendue à Mme de Foissy, puis en 1858 à F. Perrenoud, horloger suisse, qui la conserve jusqu'au début du XXe siècle. Cependant, la propriété est fortement réduite en superficie, en raison de la construction de la ligne des Moulineaux. Gabriel Laumet s'installe à Meudon, après de
nombreuses années passées comme cuisinier au service du tsar et donne à cette maison le nom de « la Moskowa ».
La maison est classée au titre des monuments historiques par arrêté du 12 mars 1945 et reprend alors le nom de "Folie Huvé".
La Folie Huvé est une propriété privée détenue par la famille Laumet.